# Glacier de l'Allalin
Le glacier de l'Allalin, en allemand Allalingletscher, se trouve en Suisse dans le canton du Valais. Il se trouve à l'ouest du barrage du Mattmark dans le Saastal. Il mesure 6,5 kilomètres de long et atteint une largeur de 1,5 kilomètre. Sa superficie est d'environ 9,3 km2. Depuis 1850, le recul estimé est de 1,7 km.

## Géographie

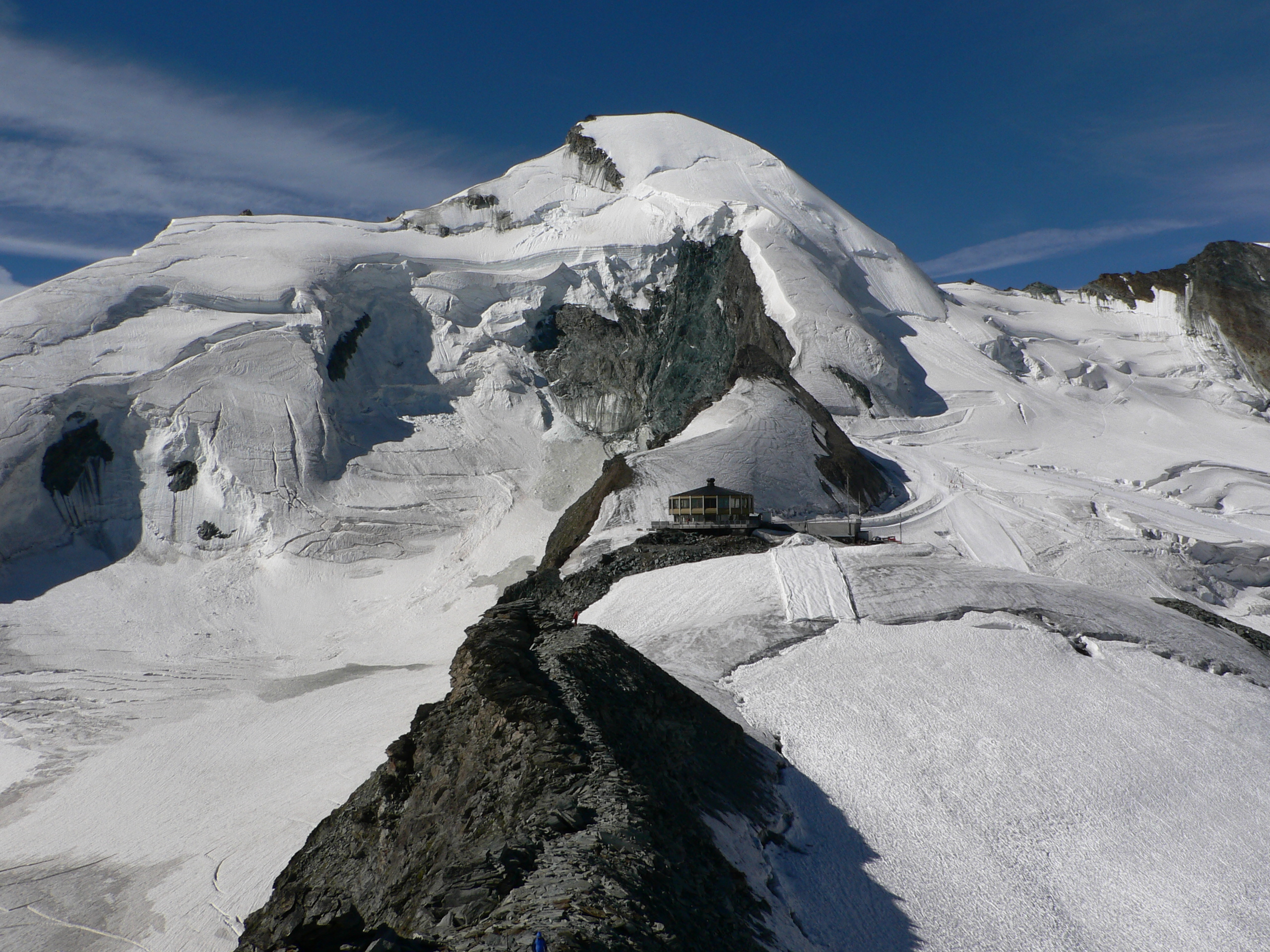
L'Allalinhorn avec à gauche le névé à l'origine du glacier du Hohlaub.

Le glacier est issu des névés accrochés au versant nord du Strahlhorn (4 190 m) et du Fluchthorn (3 794 m). Il entame une descente sur l'axe nord-est avant de bifurquer vers l'est, son avancée vers le nord étant bloquée par l'Allalinhorn (4 027 m). À l'ouest, le glacier de l'Allalin est relié au glacier de Mellich via le col de l'Allalin (Allalinpass) (3 564 m). La langue glaciaire aboutit à l'ouest du barrage du Mattmark à une altitude d'environ 2 750 mètres (état en 2007). De la langue émerge le torrent de la Saaser Vispa qui descend ensuite dans le Saastal avant de rejoindre le Rhône en plaine.
Dans sa partie médiane, le glacier évolue parallèlement au glacier du Hohlaub d'environ 3,5 kilomètres de long et 1 kilomètre de large. Ils étaient auparavant liés. Le glacier du Hohlaub part depuis le flanc nord de l'Allalinhorn (4 027 m) et longe le Hohlaubgrat qui le sépare du glacier de l'Allalin.

## Topographie et dynamique glaciaire
Le glacier de l'Allalin est marqué par des mouvements importants au cours de son histoire,. Lors des périodes d'extension maximale, le glacier envahit la vallée au niveau de Mattmark. Il est fréquent que ce phénomène entraîne la création de lac glaciaire et augmente le risque de débâcle. À l'inverse, lors des phases de recul, le glacier se retire sur des zones en surplomb de la vallée, prenant une position relativement similaire à celle d'un glacier suspendu.
Dans ses phases de retrait, le glacier de l'Allalin occupe une zone à forte pente. Les observations montrent par ailleurs un important travail d'érosion du glacier sur les roches à ce niveau. Le profil lisse de ces parois n'offre que peu d'appui et d'accroche pour la masse glaciaire.
Le glacier de l'Allalin est réputé pour son instabilité,. C'est un glacier dont la température relativement élevée entraîne un phénomène de fonte important à sa base. Le ruissellement de ces eaux réduit les frottements entre la masse glaciaire et la roche, favorisant le glissement de pans du glacier.
Comme l'ensemble des glaciers alpins, le glacier de Mattmark connaît une phase de recul importante depuis plusieurs années. La topographie des lieux impose toutefois des contraintes particulières pouvant occasionner des avancées temporaires comme en 2008. Les volumes des neiges hivernales influencent également cette dynamique, pouvant ralentir le phénomène par rapport à ce qui est constaté dans d'autres régions alpines.

Évolution du glacier en mètres. En vert, les différences de longueur cumulées. En rouge, les variations de longueur annuelles.

## Catastrophes naturelles et risques

### Débâcle et crue
Pendant le petit âge glaciaire, le glacier de l'Allalin descendait jusqu'au fond de la vallée et bloquait le passage des eaux, formant ainsi un lac glaciaire similaire à celui du glacier du Giétro. Ce phénomène était à l'origine de débâcles glaciaires qui inondaient la vallée et provoquait de nombreux dégâts et victimes. Entre 1589 et 1850, les documents rapportent 26 vidanges importantes et brutales. Au XVIIe siècle, le danger atteint son paroxysme, forçant même la population la plus exposée à quitter la vallée.
En 1926, ce danger fut en partie écarté grâce à la réalisation d'une galerie d'évacuation des eaux du côté est de la vallée. Mais le glacier fut à l'origine d'une autre menace puisque la stabilité dans sa partie terminale diminua. La masse de glace n'était en effet plus supportée par la barrière glaciaire présente au fond de la vallée et le glacier s'arrêtait désormais dans une pente abrupte.

### Catastrophe de Mattmark

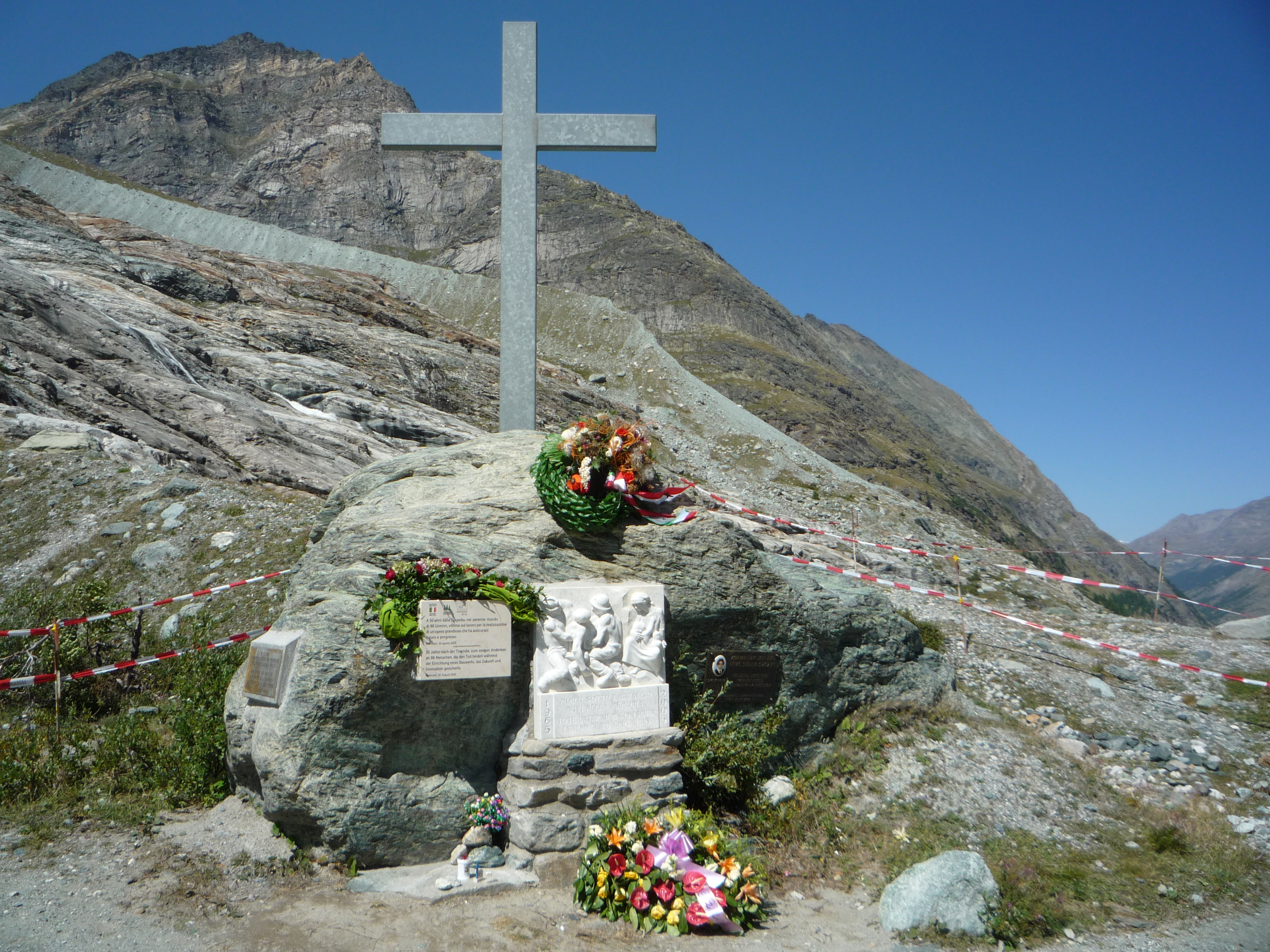
Mémorial dédié aux 88 victimes de la catastrophe de Mattmark, le 30 août 1965.

Le 30 août 1965, une partie du glacier de l'Allalin s'effondre et provoque un important éboulement de glace, de roches et de terre qui ensevelit une partie du chantier du barrage de Mattmark,. Au total, 88 ouvriers sont tués, principalement des immigrés. Cette catastrophe met en lumière l'importance de l'immigration pour la construction des infrastructures suisses ainsi que les conditions de travail parfois précaires sur ces chantiers.

### Chronologie des principaux évènements[11]

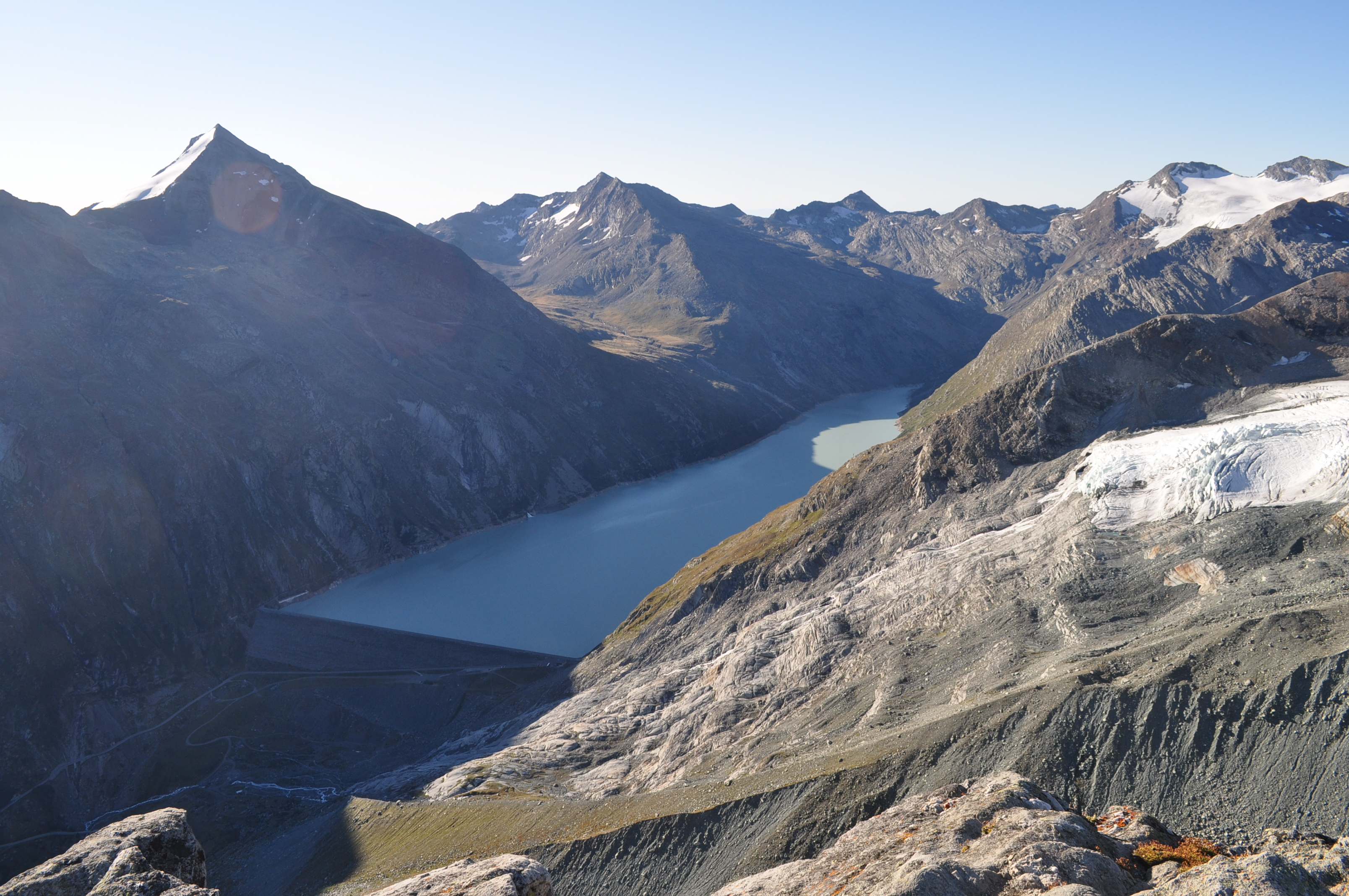
Vue du barrage et du lac de Mattmark. La catastrophe de 1965 a eu lieu sur le site du barrage.

- 8 septembre 1589 : inondations et destruction de la route de la vallée
- 1626 : inondations importantes menant à l'évacuation d'une partie de la population
- 1629, 1630 : inondations et dégâts dans la vallée
- 4 août 1633 : inondations importantes, 18 maisons et 6 000 arbres détruits ou endommagés, la moitié de la population de la vallée doit quitter les lieux
- 1680 : des crues au cours de l'été détruisent des ponts et provoquent des dégâts dans la vallée
- 1719, 1724, 1733, 1740 : inondations
- 1752, 1755, 1764, 1766 : inondations, en 1755 elles se produisent en hiver alors que le phénomène a habituellement lieu en été
- 17 septembre 1772 : une crue soudaine endommage 18 habitations
- 1790, 1793, 1798, 1808, 1827 : inondations
- 1828, 1834, 1837, 1839, 1850 : inondations
- 1920-1922 : quelques inondations mineures
- 1949 : une chute de séracs tue près d'une dizaine de personnes[12].
- 30 août 1965 : 88 personnes sont tuées dans la catastrophe de Mattmark[9],[10]. Une partie de la langue du glacier s'effondre entraînant un éboulement de glace, de rochers et de terre sur le chantier du barrage.
- 15 mars 1976 : l'écoulement des eaux est perturbé par de la glace
- 1999 : effondrement d'une partie de la langue[13]
- 30 juillet 2000 : effondrement d'une partie de la langue (environ 1 million de m3)[3]

## Sports et loisirs

### Loisirs
Le glacier de l'Allalin représente une part importante du domaine skiable de la station de Saas-Fee,. L'accès au glacier peut se faire par l'intermédiaire d'un funiculaire construit en 1985, qui permet aux visiteurs et skieurs d'accéder à l'altitude de 3 500 mètres. L'exploitation profite par ailleurs de la forte étendue de la zone glaciaire pour proposer du ski d'été. Cette situation permet à de nombreux sportifs de neige de s'entraîner sur le glacier, voire d'y réaliser des performances. Ainsi, la skieuse freestyle fribourgeoise Mathilde Gremaud a réussi le premier 1440 féminin sur le glacier en octobre 2020.
Avec sa connexion au sommet de l'Allalinhorn, le glacier est l'un des points de passage de voies d'alpinisme,.

### Événement sportif
En avril, l'« Allalin Abfahrt » se tient sur les pentes du glacier. Il s'agit d'un événement de ski durant lequel les participants doivent réaliser une descente à ski de 9 kilomètres de long et près de 1 800 mètres de dénivelé.